# Lombard (Automobilhersteller)

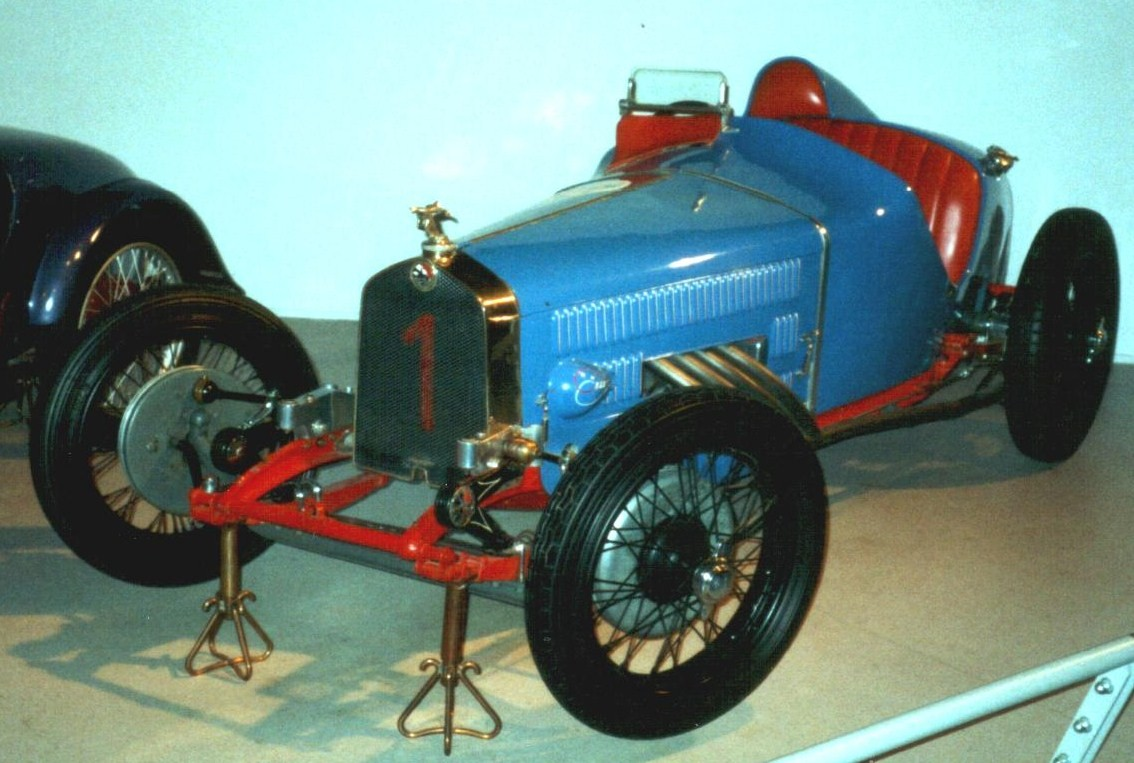
Lombard von 1927

Lombard war ein französischer Hersteller von Automobilen.

## Unternehmensgeschichte
André Lombard war bis 1923 als Rennfahrer für Salmson tätig. 1927 entschied er, ein eigenes Automobil zu entwerfen. Edmond Vareille war an der Konstruktion beteiligt. Die Produktion fand zunächst bei E. Briault in Courbevoie statt. Ab 1928 fertigten Les Fils de É. Salmson aus Billancourt die Fahrzeuge. 1929 endete die Produktion. Insgesamt entstanden 94 Fahrzeuge. B.N.C. aus Argenteuil übernahm einige Teile und unfertige Fahrzeuge.
Andere Quellen geben an, dass die Produktion bei B.N.C. stattfand.

## Fahrzeuge
Das Unternehmen stellte Sportwagen her. Die Fahrzeuge verfügten über einen Vierzylindermotor mit 1093 cm³ Hubraum, der 49 PS leistete. Mit Kompressor betrug die Motorleistung 70 PS. Die Fahrzeuge wurden auch bei Autorennen eingesetzt. So unter anderem beim Großen Preis von Deutschland 1932 auf dem Nürburgring.
Ein Fahrzeug dieser Marke war im mittlerweile geschlossenen Automuseum Autotron Rosmalen in Rosmalen zu besichtigen.